# 陣屋
陣屋（日语：／ Jin'ya */?）為：
1. 平安時代負責宮中警護的衛士哨口，鎌倉時代則指於戰爭時士兵的臨時軍營。
2. 近世指民政上的據點，江戶時代為政廳兼駐所、藏的總稱。
3. 旅館的名稱，比如鶴卷溫泉的陣屋。
4. 地頭的辦公處
5. 江戶時代所謂無城大名的別稱為「陣屋大名」。

以下敘述第2項的狀況。

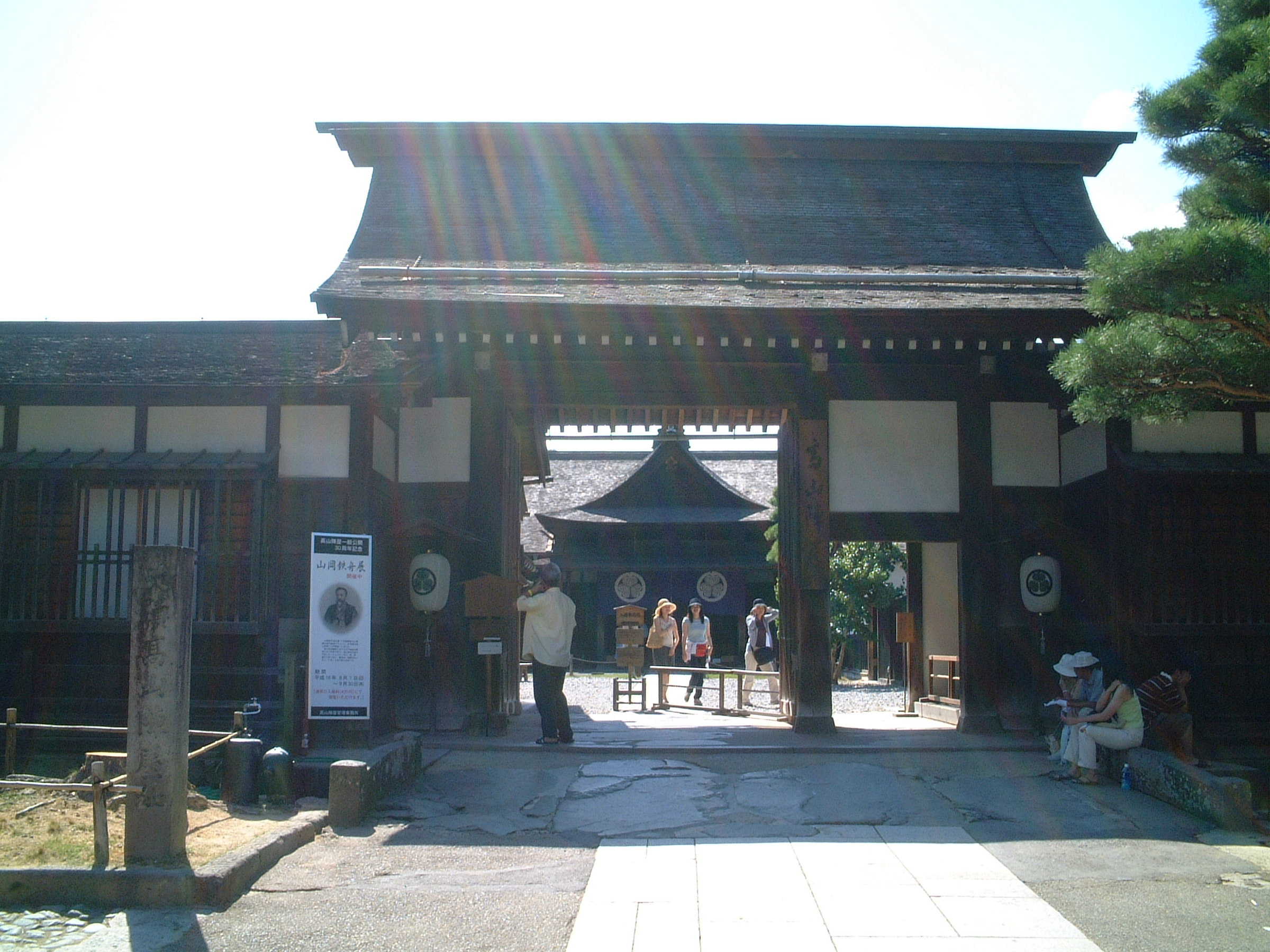
岐阜縣高山市、高山陣屋御門

陣屋與城池相比簡略許多，也有許多不含行政、居住等機能。通常的形式為役所周遭圍繞著長屋或小屋（隨地方稱呼不同）等部下居住的房屋，排列出本陣的形式。也有以舊城地基或城池型式建造的狀況，如三重縣菰野町的菰野陣屋、豐後森陣屋，特別是在小藩大名上常見的狀況。另外也有建築模仿天守外型的兩層樓建築，可以感覺得到主人對城池的憧憬。
還有像北海道上磯町以稜堡式的土壘與砲台建構成的松前藩户切地阵屋這樣，以軍事目的修築的陣屋。甚至於像函館奉行所這種將陣屋發展到極限的狀況。
通常會有陣屋的地方，像幕府直轄地（天領）的代官所、一般在三萬石以下沒有城的小藩、各藩的郡代官所、大藩家老的領地或是旗本的領地。
另外，領地擁有飛地的大名也會在上面設置分署型的陣屋。

## 三大陣屋
上總國飯野陣屋、越前國敦賀陣屋、周防國德山陣屋被稱為三大陣屋。

## 建築物仍保存著的陣屋
- 高山陣屋（岐阜縣高山市）郡代役所，唯一留存的代官所陣屋。
- 名張陣屋（三重縣）:名張城於戰國時代為松倉勝重居城，後為丹羽長秀三男藤堂高吉（從五位下宮內少輔;二萬石）的居城，藤堂氏親族名張藤堂家的大名陣屋。
- 園部陣屋（京都府園部町）園部藩的陣城（29,800石大名），城池型的例子，事實上為一具有三重櫓天守及二重掘的日式城堡。
- 助松田中本陣（大阪府泉大津市）位於紀州街道邊的紀州藩、岸和田藩主岡部氏為了參勤交代而使用的屋子。